# Nanorana
Nanorana es un género de anfibios anuros de la familia Dicroglossidae. Las especies del género se distribuyen por el sudeste asiático continental, incluyendo los Himalayas.

## Especies
Se reconocen las 30 especies siguientes según ASW:
- Nanorana aenea (Smith, 1922)
- Nanorana annandalii (Boulenger, 1920)
- Nanorana arnoldi (Dubois, 1975)
- Nanorana blanfordii (Boulenger, 1882)
- Nanorana bourreti (Dubois, 1987)
- Nanorana chayuensis (Ye, 1977)
- Nanorana conaensis (Fei & Huang, 1981)
- Nanorana ercepeae (Dubois, 1974)
- Nanorana feae (Boulenger, 1887)
- Nanorana gammii (Anderson, 1871)
- Nanorana huangi Ji, Shi, Ma, Shen, Chang & Jiang, 2023[2]
- Nanorana kangxianensis Yang, Wang, Hu & Jiang, 2011
- Nanorana laojunshanensis Tang, Liu & Yu, 2023[3]
- Nanorana liebigii (Günther, 1860)
- Nanorana maculosa (Liu, Hu & Yang, 1960)
- Nanorana medogensis (Fei & Ye, 1999)
- Nanorana minica (Dubois, 1975)
- Nanorana mokokchungensis (Das & Chanda, 2000)
- Nanorana parkeri (Stejneger, 1927)
- Nanorana pleskei Günther, 1896
- Nanorana polunini (Smith, 1951)
- Nanorana quadranus (Liu, Hu & Yang, 1960)
- Nanorana rarica (Dubois, Matsui & Ohler, 2001)
- Nanorana rostandi (Dubois, 1974)
- Nanorana sichuanensis (Dubois, 1987)
- Nanorana taihangnica (Chen & Jiang, 2002)
- Nanorana unculuanus (Liu, Hu & Yang, 1960)
- Nanorana ventripunctata Fei & Huang, 1985
- Nanorana vicina (Stoliczka, 1872)
- Nanorana yunnanensis (Anderson, 1879)